# Paralacydes fiorii
Paralacydes fiorii là một loài bướm đêm thuộc phân họ Arctiinae, họ Erebidae.